# نشان برتری
همچنین نگاه کنید به: جایزه

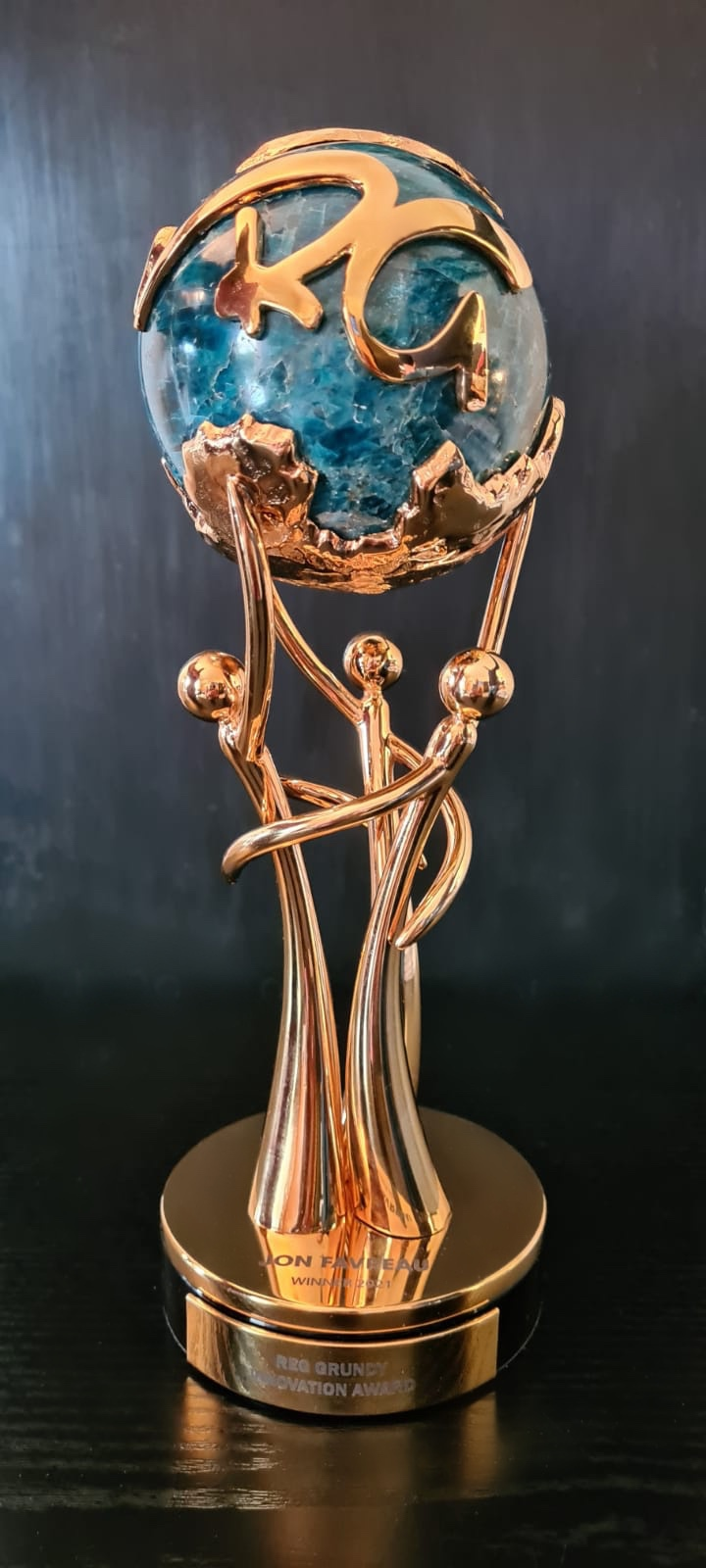
جایزه نوآوری رگ گراندی

نشان برتری یا نشان موفقیت عنوانی معمولاً به همراه یک یادبود فیزیکی است که به شخص یا گروهی از اشخاص یا سازمان و مؤسسه داده می‌شود تا برتری آن‌ها را در یک زمینه مشخص به رسمیت بشناسد.
نشان برتری، نه لزوماً همیشه، می‌تواند همراه مبلغی پول یا هدیه‌های بهادار باشد. برگزاری مراسم تقدیر، اهدای انواع نمادها از جمله مدال، تندیس، لوح تقدیر و پلاک و نمادهای دیگر سیمین، زرین و بلورین هم برای به رسمیت شناختن یک دستاورد مشخص به کار می‌روند.

## ابهام‌زدایی لغوی
در زبان فارسی کلمه «جایزه» اگر چه برای جوایز معتبر هم به کار می‌رود، اما می‌تواند برای هر نوع پاداش دریافت شده که لزوماً متضمن «به رسمیت شناختن یک پیروزی یا برتری» نباشد هم مورد استفاده قرار بگیرد، مثلاً اگر یک بچه به حرف بزرگتر گوش کند، تنها به واسطهٔ خشنود کردن بزرگتر، می‌تواند یک «جایزه» دریافت کند. در حالیکه نشان‌های برتری تنها به کسانی اهدا می‌شود که طبق تعریف، دستاوردی متفاوت و چشمگیر داشته‌اند که وجه تمایز آن‌ها با دیگران در آن حوزه کاری شده‌است.

## جام قهرمانی
جسمی تزیینی ساخته شده از فلز، شیشه، یا سرامیک یا مواد مقاوم دیگر است که به عنوان یادبودی از یک دستاورد مهم یا پیروزی یک شخص یا یک تیم در رویدادی خاص به آن‌ها اهدا می‌شود.
در بسیاری از ورزش‌ها در کنار مدال، جام قهرمانی نیز به قهرمان آن رشته اهدا می‌شود.

## تندیس
تندیس که در زبان فارسی در اصل به معنای مجسمه به کار می‌رود، امروزه علاوه بر این کاربرد به معنای نماد تزیینی قابل حملی است که در همایش‌ها، مسابقات یا گردهمایی‌ها به برندگان یا افرادی که موفقیت و برتری آن‌ها در زمینه خاصی به رسمیت شناخته شده، اهدا می‌شود. تندیس‌ها معمولاً نمادی فلزی یا شیشه‌ای هستند که بر روی یک پایه پلاستیکی، چوبی یا سنگی سوار شده‌اند و رنگ‌های چشمگیر (معمولاً طلایی) بر روی ساختار بیرونی آن‌ها به کار رفته‌است.

## جوایز معتبر
جایزه‌های رسمی و معتبر ملی و بین‌المللی که معمولاً در یک مراسم باشکوه مرتبط با آن جایزه تقدیم می‌شوند، در واقع بالاترین نوع از «به رسمیت شناختن یک دستاورد» هستند. جایزه‌های رسمی بسیاری وجود دارند که برای فرد دریافت‌کننده باعث کسب اعتبار و سرشناسی می‌گردند مانند:
- جایزه نوبل در علوم پایه، اقتصاد، ادبیات و صلح
- جایزه پولیتزر در روزنامه‌نگاری، ادبیات و موسیقی
- جایزه اسکار
- مدال فیلدز در ریاضیات
- جایزه خوارزمی
- جایزه ابن سینا
- جایزه فارابی
- جایزه آقاخان
- آقای گل